# Distretto di Interlaken
Il distretto di Interlaken è stato un distretto del Canton Berna, in Svizzera. Confinava con i distretti di Oberhasli a est, di Frutigen a ovest, di Thun a nord-ovest e di Signau a nord, con il Canton Lucerna (distretto di Entlebuch) a nord, con il Canton Obvaldo a nord-est e con il Canton Vallese (distretti di Goms e di Westlich Raron) a sud. Il capoluogo era Interlaken e comprendeva i laghi di Brienz (interamente) e di Thun (in parte), con i suoi comuni che sono passati alla sua soppressione al Circondario di Interlaken-Oberhasli.

## Comuni
Amministrativamente era diviso in 23 comuni:
- Beatenberg
- Bönigen
- Brienz
- Brienzwiler
- Därligen
- Grindelwald
- Gsteigwiler
- Gündlischwand
- Habkern
- Hofstetten bei Brienz
- Interlaken
- Iseltwald
- Lauterbrunnen
- Leissigen
- Lütschental
- Matten bei Interlaken
- Niederried bei Interlaken
- Oberried am Brienzersee
- Ringgenberg
- Saxeten
- Schwanden bei Brienz
- Unterseen
- Wilderswil

### Divisioni
- 1838: Aarmühle (oggi Interlaken) → Aarmühle (oggi Interlaken), Matten bei Interlaken

### Fusioni
- 1850: Goldswil, Ringgenberg → Ringgenberg
- 1914: Ebligen, Oberried am Brienzersee → Oberried am Brienzersee
- 1973: Isenfluh, Lauterbrunnen → Lauterbrunnen